# Stomias
Stomias – rodzaj morskich ryb wężorokształtnych, typ nomenklatoryczny rodziny wężorowatych (Stomiidae). Obejmuje gatunki batypelagiczne występujące we wszystkich oceanach. Mają ciało znacznie wydłużone. Dymorfizm płciowy jest wyraźnie zaznaczony w wielkości (samce są znacznie mniejsze od samic) i wyglądzie (oczy i przyoczne fotofory samców są większe).

## Klasyfikacja
Gatunki zaliczane do tego rodzaju:
- Stomias affinis
- Stomias atriventer
- Stomias boa – wężor[4]
- Stomias brevibarbatus
- Stomias danae
- Stomias gracilis
- Stomias lampropeltis
- Stomias longibarbatus
- Stomias nebulosus

Gatunkiem typowym jest Esox boa (S. boa).